# Rogers (Ohio)
Rogers – wieś w Stanach Zjednoczonych, w stanie Ohio, w hrabstwie Columbiana.